# Station Baflo
Station Baflo ligt aan de lijn Groningen – Roodeschool. Het station dateert uit 1893. Het is het enige resterende originele station aan deze lijn.
De spoorlijn Sauwerd - Roodeschool is geopend op 16 augustus 1893. Vanaf Sauwerd was er al sinds 1884 een spoorlijn naar Delfzijl, waarvan de lijn naar Baflo een aftakking is. De lijn werd aangelegd door de Groninger Locaalspoorweg-Maatschappij. De stations langs de lijn werden in twee klassen gebouwd. Het station in Baflo behoorde tot de 1e klasse. Tegenover het station ligt voormalig stationskoffiehuis 'Venhuizen'.

## Verbindingen
| Serie      | Treinsoort         | Route                                       | Bijzonderheden                                 |
| ---------- | ------------------ | ------------------------------------------- | ---------------------------------------------- |
| 37600 RS 4 | Stoptrein (Arriva) | Groningen – Baflo – Roodeschool – Eemshaven | Vier à vijf treinen per dag van/naar Eemshaven |

## Galerij

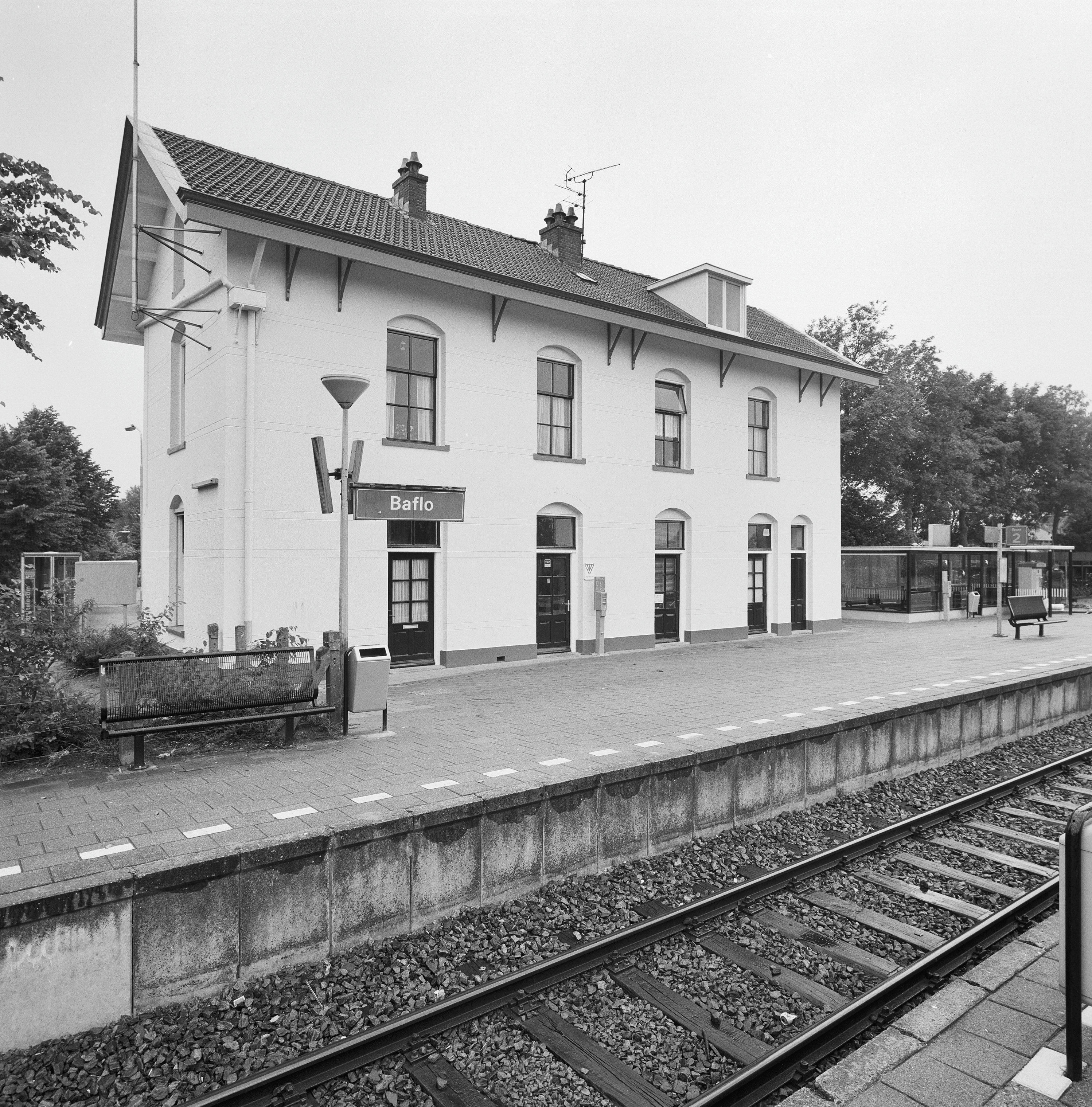
Station Baflo in 1998
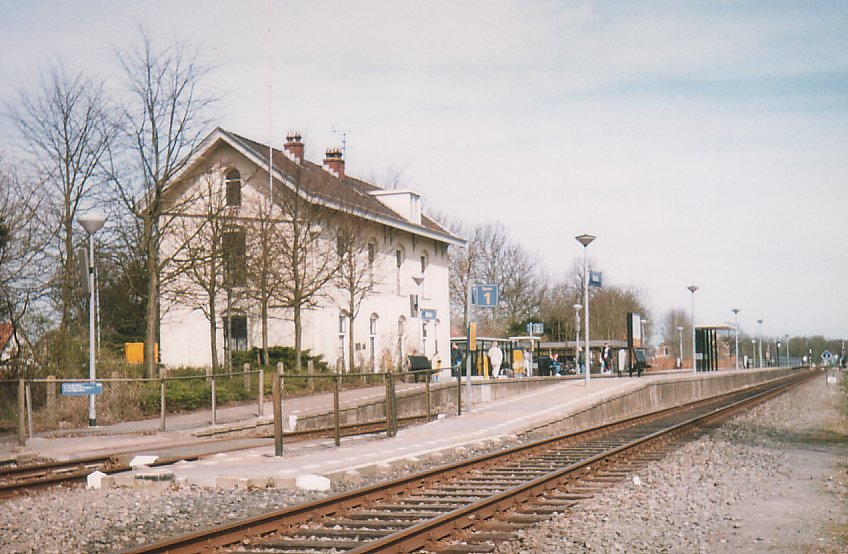
Station Baflo in 1997
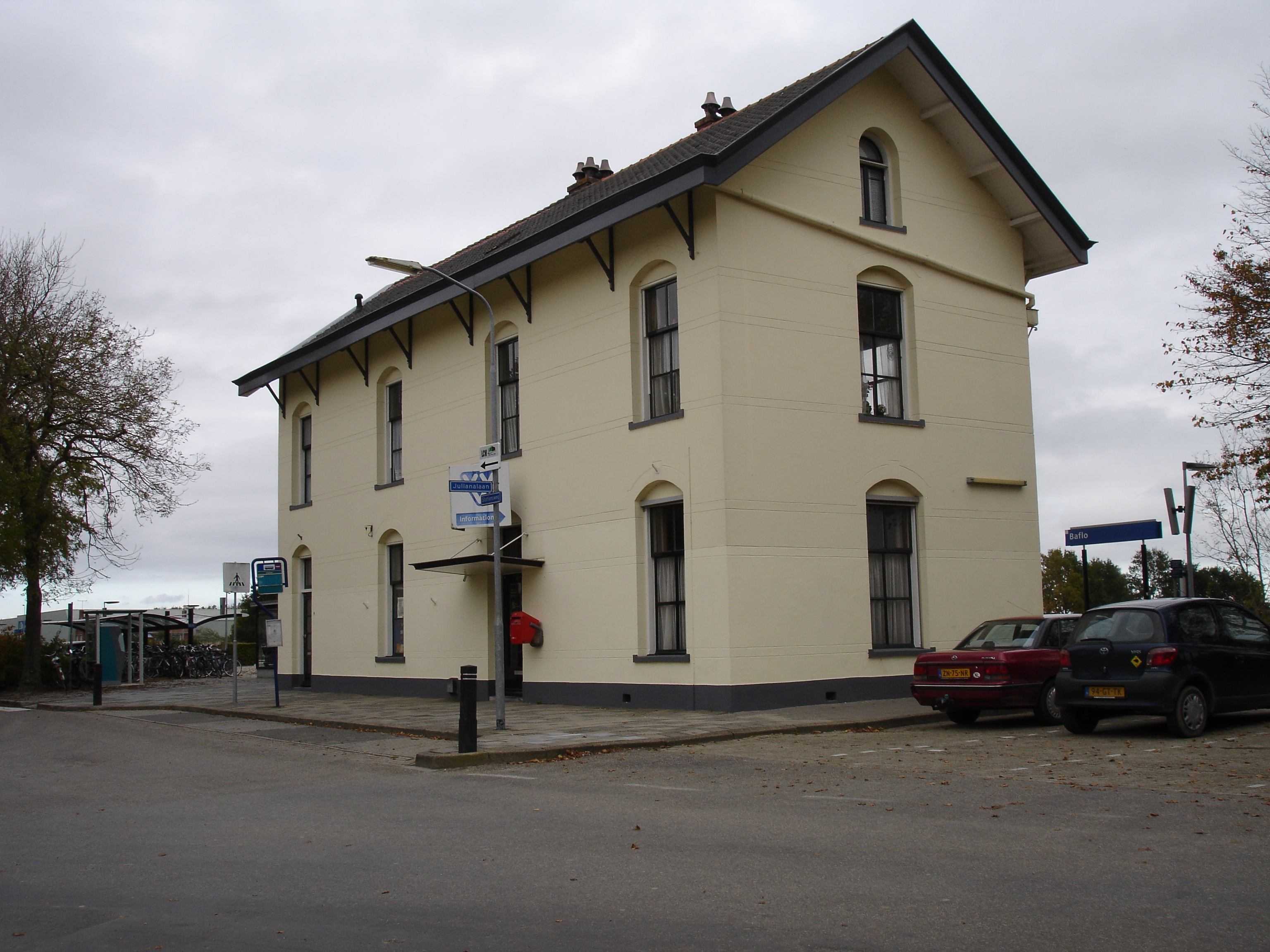
Station Baflo in 2008
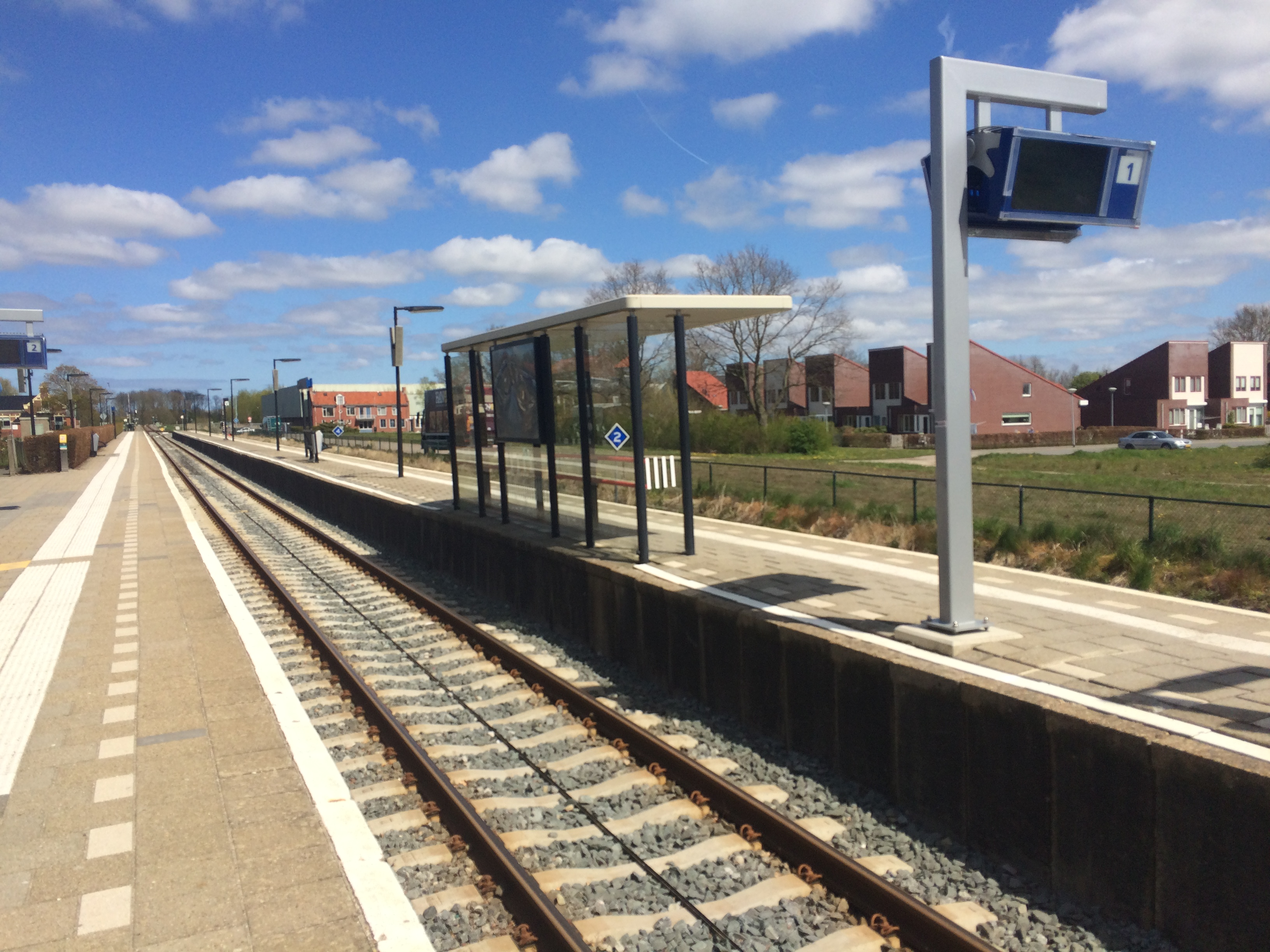
Zicht op de perrons van station Baflo
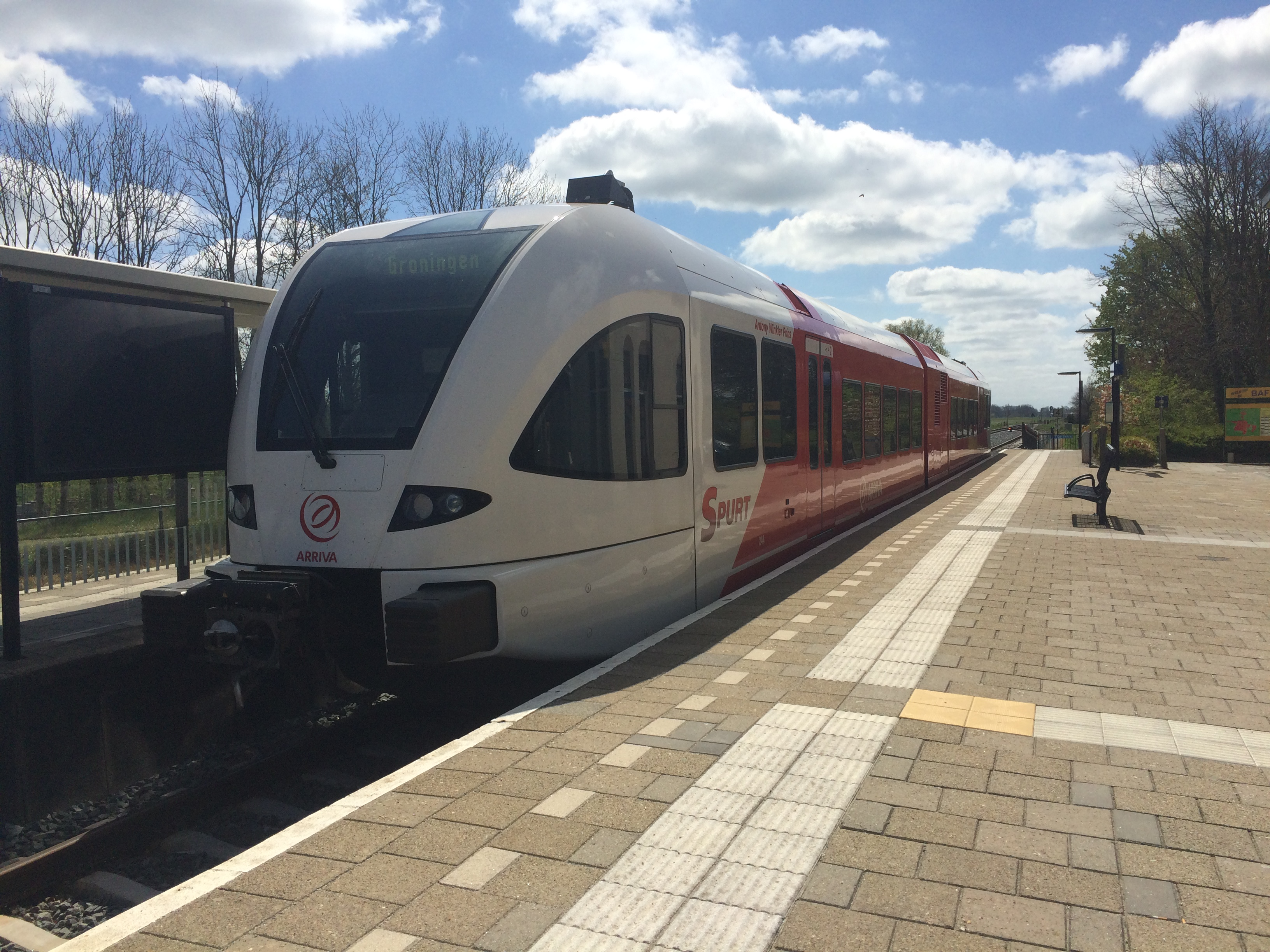
Rode Arriva GTW naar Groningen op station Baflo
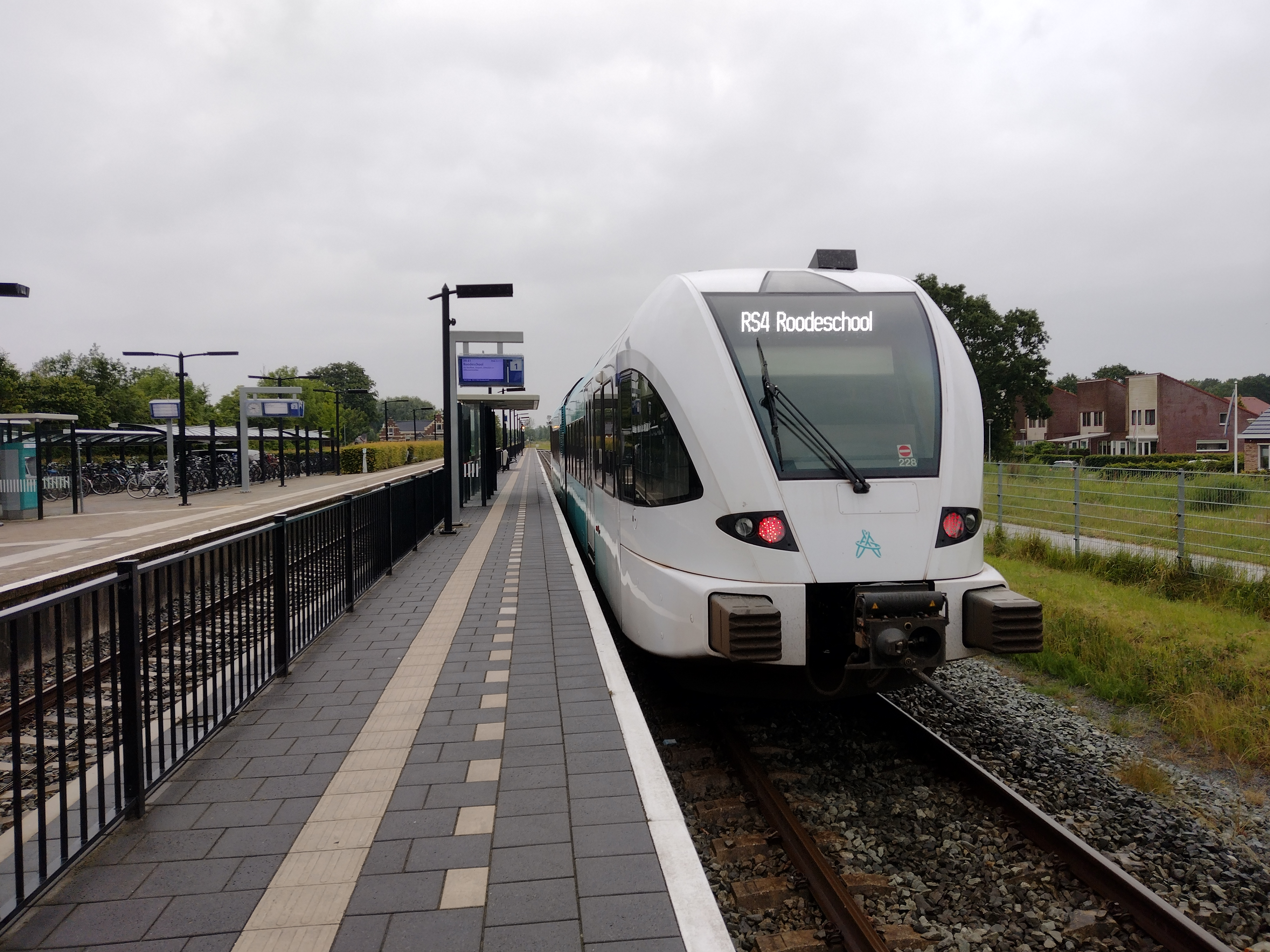
Blauwe Arriva GTW richting Roodeschool
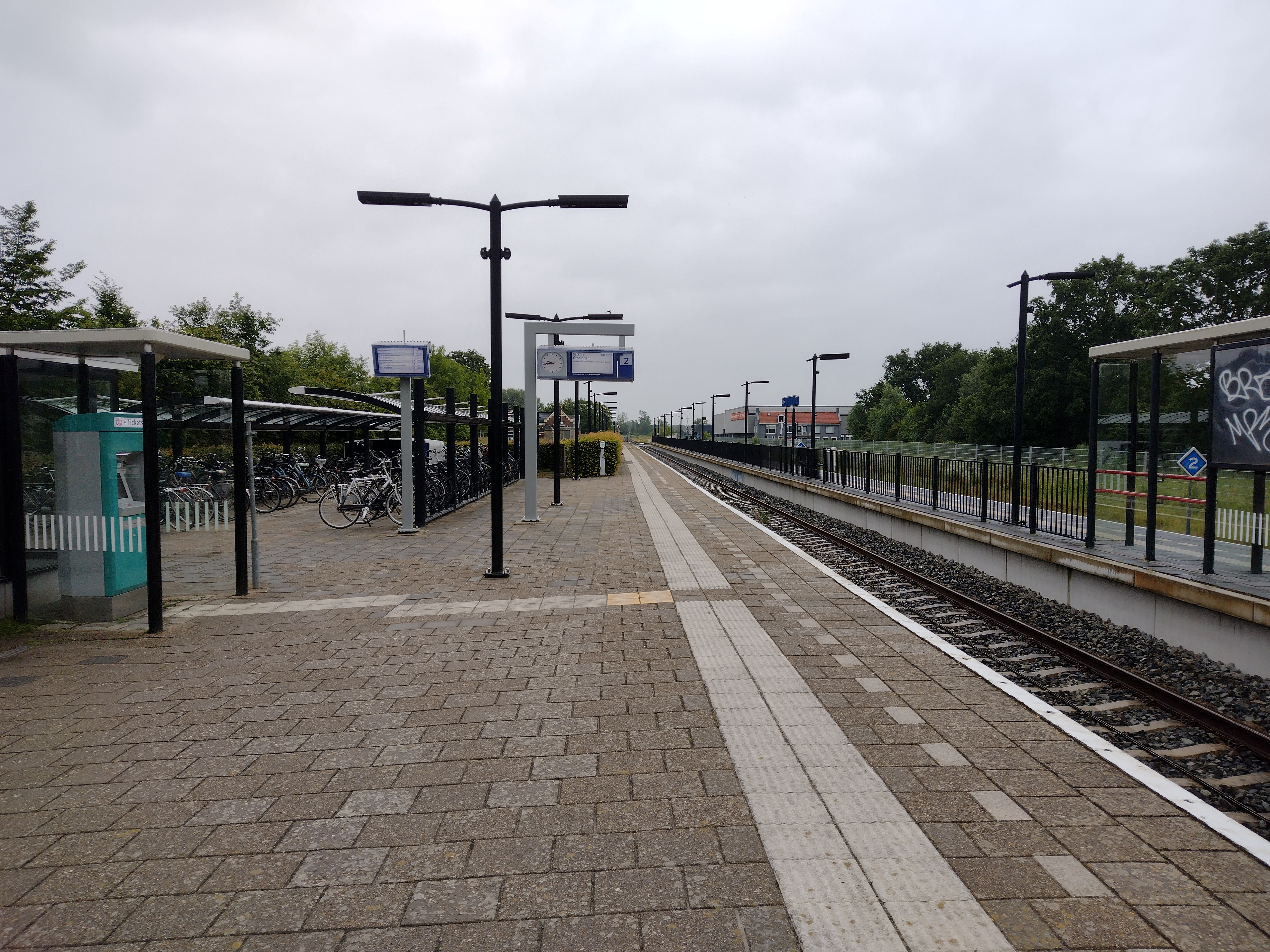
De perrons van het station in 2024

0,0: Sauwerd ·
4,6: Winsum ·
8,1: Baflo ·
12,8: Warffum ·
Wadwerd ·
16,0: Usquert ·
Munnikenweg ·
20,7: Uithuizen ·
Dingeweg ·
23,8: Uithuizermeeden ·
Meedsterweg ·
26,9: Roodeschool ·
1,0: Roodeschool ·
Eemshaven
Appingedam · 
Bad Nieuweschans ·
Baflo · 
Bedum · 
Delfzijl · 
-West · 
Eemshaven ·
Grijpskerk · 
Groningen · 
-Europapark ·
-Noord ·
Haren · 
Hoogezand-Sappemeer · 
Kropswolde · 
Loppersum · 
Martenshoek · 
Roodeschool · 
Sauwerd · 
Scheemda · 
Stedum · 
Uithuizen · 
Uithuizermeeden · 
Usquert · 
Veendam · 
Warffum · 
Winschoten · 
Winsum · 
Zuidbroek · 
Zuidhorn
Voormalige stations: zie de lijst van voormalige spoorwegstations in Groningen